# Sistema de Arquivos Interplanetário
Sistema de Arquivos Interplanetário é um protocolo e uma rede projetada para criar um armazenamento associativo peer-to-peer endereçável ao conteúdo de armazenamento e compartilhamento, de hipermídia, num sistema de arquivos distribuído. Semelhante a um torrent, o IPFS (en.  InterPlanetary File System) permite que os usuários recebam não apenas conteúdo de host. Ao contrário de um servidor localizado centralmente, o IPFS é construído em torno de um sistema descentralizado de usuários operadores que possuem uma parte dos dados gerais, criando um sistema resiliente de armazenamento e compartilhamento de arquivos.
O IPFS é um sistema de arquivos distribuído peer-to-peer que procura conectar todos os dispositivos de computação com o mesmo sistema de arquivos. O IPFS pode ser visto como um único enxame de BitTorrent, trocando objetos dentro de um repositório Git. Em outras palavras, o IPFS fornece um modelo de bloco de armazenamento de alto rendimento, com links endereçados ao conteúdo.
O sistema de arquivos pode ser acessado de várias maneiras, inclusive via FUSE (Filesystem in Userspace)  e em HTTP.
O Sistema de Arquivos Interplanetário foi lançado em uma versão alfa em Fevereiro de 2015 e, em Outubro do mesmo ano, foi descrito como "espalhando-se rapidamente de boca em boca".
Em 2019, o projeto tem sido criticado por "ainda não ser utilizável por sites", apesar de atrair grandes investimentos e criar uma "constelação de projetos excessivamente sobrecarregada, sub documentada e inacabada".

## Usuários notáveis

O logotipo da Wikipédia tem um hash IPFS com o seguinte código: QmRW3V9znzFW9M5FYbitSEvd5dQrPWGvPvgQD6LM22Tv8D. Ele pode ser acessado com esse hash sobre HTTP por um gateway público ou uma instância local do IPFS.

- O referendo sobre a independência da Catalunha em 2017, realizado entre Setembro e Outubro, foi considerado ilegal pelo Tribunal Constitucional da Espanha e muitos sites relacionados foram bloqueados. Posteriormente, o partido Pirates de Catalunya espelhou o site da IPFS para burlar a ordem de bloqueio do Tribunal Superior de Justiça da Catalunha.[7] [8]

- O IPFS foi usado para criar um espelho (mirror) da Wikipédia, que permite que pessoas, residentes em jurisdições onde esta é bloqueada, possam acessar seu conteúdo.[9] Essa versão arquivada da Wikipédia é uma cópia imutável limitada que não pode ser atualizada.

- A Filecoin, também relacionada ao IPFS e desenvolvida por Juan Benet e Protocol Labs, é uma nuvem de armazenamento cooperativo baseada em IPFS.[10]

- Em Setembro de 2018, a Cloudflare lançou um gateway IPFS,[11] bem como uma versão dos seus serviços com suporte do IPFS.[12] O gateway permite acesso de leitura em HTTPS à maioria dos tipos de arquivos localizados no Sistema de Arquivos Interplanetário (mas, por exemplo, não em arquivos de vídeo em streaming).